# Eulmash-shakin-shumi
Eulmash-shakin-shumi (1004-987) a. C., fue el fundador de la VI Dinastía de Babilonia, conocida como Dinastía de Bazi. La Crónica dinástica cuenta que gobernó durante 14 años, mientras que la Lista A de reyes da diecisiete años.

## Biografía
Un pequeño asentamiento, cerca del Tigris, en el siglo XXIII a. C. fue adoptado por un clan menor casita, hacia el siglo XIV a. C.. En medio de la confusión creada por las invasiones arameas, y las hambrunas que trajeron, Eulmaš-šākin-šumi parece haberse alzado con el trono, y posiblemente, trasladó la capital a Kar-Marduk, un lugar desconocido, hasta ahora, presumiblemente menos vulnerable a las invasiones.
La Lista de reyes asirios le hace contemporáneo de Salmanasar II, lo que es improbable. La Crónica ecléctica relata que «Marduk se quedó en el estrado, el quinto año de Eulmaš-šakin-šumi, el rey. El año catorce...,”, lo que parece referirse a interrupciones en el festival Akitu. La Tablillla de Shamash de Nabu-apla-iddina cuenta que, Ekur-šum-ušabši, sacerdote nombrado durante el tiempo de Simbar-Shipak, se quejó de que, debido a la hambruna, bajo Kashu-nadin-ahhe, el monarca anterior, «las ofrendas del templo de Shamash habían cesado», incitando a Eulmaš-šākin-šumi a desviar la harina y el vino de sésamo, asignados al dios Bel.
Hay una inscripción en una espada de bronce y quince en puntas de flecha, con el título de «rey del  mundo», probablemente para uso de ofrendas votivas, más que como armas ofensivas. La Crónica dinástica registra que «fue enterrado en el palacio de Kar-Marduk». Fue sucedido por Ninurta-kuddurī-uṣur, y luego por Shirikyi-Shuqamuna, ambos, «hijos de Bazi».